# San Francisco Ixhuatán
San Francisco Ixhuatán (en zapoteco, Guidxi Yaza; en náhuatl, Izhuatlan) es una localidad situada en el municipio homónimo, en el estado de Oaxaca, México. Según el censo de 2020, tiene una población de 5433 habitantes.

## Toponimia
El nombre viene del vocablo náhuatl izhuatlan, que en español significa junto a las hojas o entre las hojas. También puede significar abundancia de hojas. La toponimia deriva de los vocablos nahuas Izhuatl = hoja y tlan = junto, entre o lugar donde abunda algo. Hay registros de Izhuatlan en el Códice Mendoza de manufactura mexica, que indica que Izhuatlan ya existía en el siglo XV.

## Historia
Ixhuatán probablemente fue fundado por el rey zapoteco Cocijoeza en el siglo XV, formando así parte del reino de Tzapotlan. Fue a finales del mismo siglo que fue conquistado por el Imperio Mexica.

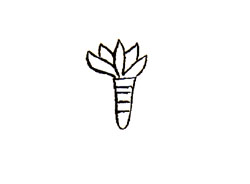
Jeroglífico de Ixhuatán,.

A la caída del Imperio Mexica por parte de los españoles y sus aliados indígenas en 1521 el rey zapoteco Cocijopí mandó embajadores a la ciudad de México-Tenochtitlan para hacer una alianza con Hernán Cortés a fin de utilizar sus tropas y luchar contra el reino mixteco de Tututepec, con el que tenía conflictos. En esa alianza Cocijopí aceptó el vasallaje al rey de España Carlos V. Así, el reino de Tzapotlan pasó a formar parte del Imperio Español y del Virreinato de la Nueva España, con lo que pasó a ser renombrado como la Provincia de Tehuantepec, con su capital en la ciudad del mismo nombre. En 1660 ocurrió la rebelión de Tehuantepec, en la que todos los pueblos de dicha provincia, incluido Ixhuatán, se levantaron en contra de las autoridades españolas por los maltratos recibidos. La provincia de Tehuantepec logró mantener autonomía del gobierno colonial por espacio de un año hasta que fue sometida por los españoles. Ya en la época independiente, en 1834, Ixhuatán, así como todos los pueblos de la región del Istmo de Tehuantepec, participaron en las rebeliones de Che Gorio Melendre, en las que luchaban por la propiedad comunal de las salinas.
Se sabe que hacia el año de 1826, Ixhuatán ya era reconocido como un ejido de San Francisco del Mar, y hacia 1886 pasó a ser cabecera municipal. A raíz de distintos conflictos políticos y administrativos, se separó en 1926, formando desde entonces un municipio independiente.

## Geografía
La localidad se encuentra al sur de Oaxaca, en las coordenadas 94°29′ O y 16°21′ N, a una altitud de 9 m sobre el nivel del mar.

## Servicios
Esta población cuenta con dos instituciones de nivel medio superior (Preparatoria "José Martí" y Colegio de Bachilleres del Estado de Oaxaca Plantel 23). Cuenta con todos los medios de comunicación existentes, medios de transportes y servicios básicos.

## Personalidades destacadas
Algunos ixhuatecos famosos son el futbolista de Tigres UANL y también exseleccionado nacional Javier Aquino y el escritor Andrés Henestrosa.

## Idiomas
Los idiomas que se hablan en Ixhuatán son el español, el zapoteco y el huave. Sin embargo el zapoteco está siendo desplazado por el castellano y solo los ancianos son capaces de hablarlo. Así, el zapoteco ya no se transmite a las nuevas generaciones, situación que lo pone en riesgo crítico de desaparición en la localidad. El censo del 2015 arrojó que en la localidad había 885 hablantes de zapoteco. 